# Dipoolantenne

Dipoolantenne ontvangen van een radiogolf

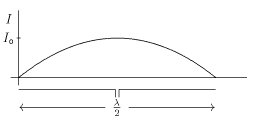
Open halve golflengte dipool met symmetrische voeding. Boven amplitude van de stroom I in de antenne als functie van de plaats.

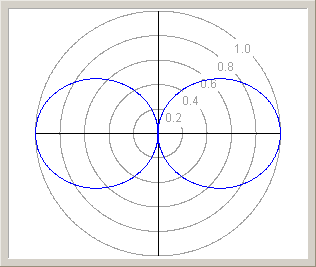
Stralingsdiagram van een halve golflengte dipool

Een dipoolantenne, of kortweg dipool, is een antenne die gebaseerd is op het principe van een elektrische dipool. De lengte van de antenne is doorgaans een halve golf. De antenne is dan in resonantie, en de aansluitimpedantie is dan 50 ohm, wat wenselijk is voor een goede overdracht van het signaal van of naar de aangesloten antenneleiding.
De dipoolantenne is een symmetrische antenne, en dient dus ook symmetrisch gevoed te worden, bijvoorbeeld met lintkabel. Indien men de antenne met coaxkabel (asymmetrisch) wil voeden, moet de coaxkabel via een balun op de dipoolantenne worden aangesloten, omdat coaxkabel niet symmetrisch is.
Het stralingsdiagram is kenmerkend achtvormig. De theoretische versterking van een dipool met lengte van een halve golflengte t.o.v. een isotrope antenne is 2,15 dBi. Vaak wordt de versterking van antennes vergeleken met die van een dipoolantenne, dit wordt dan uitgedrukt in dBd. Een dipoolantenne heeft per definitie een versterking van 0 dBd.
Er bestaan verschillende uitvoeringen:
- open dipoolantenne
- gevouwen dipoolantenne

## Open dipoolantenne
De open dipoolantenne (halvegolfantenne) bestaat uit twee rechte elektrische geleiders, die in elkaars verlengde liggen. De lengte van de geleider bepaalt op welke frequentie de antenne gebruikt kan worden. Iedere geleider heeft de lengte van een kwart van de golflengte (symbool: λ). De theoretische impedantie is 73 ohm.

## Gevouwen dipoolantenne

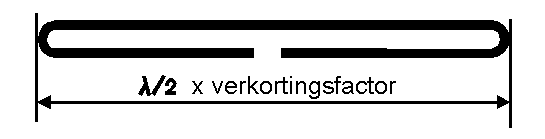
Gevouwen dipoolantenne

Een gevouwen dipoolantenne is gemaakt uit één elektrische geleider met een totale lengte van 1 golf. Op 1/4 en 3/4 wordt de geleider 180 graden gebogen, zodat de uiteinden bij elkaar komen. De theoretische impedantie is ongeveer 300 ohm. Dit type antenne wordt toegepast in radioantennes voor de FM-band en in alle eenvoudige Yagi-antennes voor tv-ontvangst in (band I, III (VHF, en IV/V (UHF). De goede aanpassing aan de gebruikte antenneleidingen en ook de mechanische stevigheid (de uiteinden van de dipool worden vastgezet in de antenneaansluitdoos, die op zijn beurt aan de draagbuis van de Yagi-antenne wordt bevestigd) maken dit type dipool zeer geschikt. Voor de constructie van de dipool wordt meestal geëloxeerde holle aluminiumbuis gebruikt met een diameter van rond de 10 mm.

## Dipool van hele golflengte
De dipool van hele golflengte bestaat uit 2 in elkaars verlengde liggende dipolen van halve golflengte. Omdat de aansluiting aan de antennekabel tussen de beide dipoolhelften zich op het punt met stroomminimum en spanningsmaximum bevindt is deze dipool zeer hoogohmig. Vaak worden van deze dipolen een aantal parallel geschakeld in een antenne-array, zoals de UHF-rasterantenne. Ook kan een kwart-lambdaleiding gebruikt worden om de impedantie te verlagen. Voorts worden veel van deze antennes in een V-vorm of als vlindervormige antenne uitgevoerd. Ook dat verlaagt de impedantie van de antenne.

## Aanpassing aan antennekabel

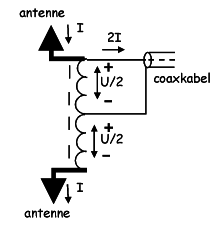
Aanpassing van symmetrische antenne aan een asymmetrische kabel met transformator

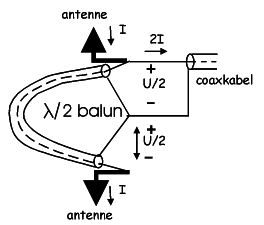
Aanpassing van symmetrische antenne aan een asymmetrische kabel met ½λbalun

Een dipoolantenne levert een symmetrisch signaal. Een lintkabel of schuimkabel, zoals gebruikt in de jaren vijftig en zestig van de twintigste eeuw, kan daardoor direct op de antenne worden aangesloten, als kabel en antenne-impedantie ongeveer gelijk zijn. Om een asymmetrische coax-antennekabel te kunnen aansluiten is een aanpassingsschakeling nodig, vaak balun (balanced-unbalanced) genoemd. Voor radio- en televisieontvangstantennes in het VHF-gebied wordt daarvoor een symmetrietransformator, bestaande uit een klein ferrietstaafje met daaromheen aan aantal windingen toegepast. Voor het UHF-gebied wordt vaak een transmissielijn van een halve golflengte in de vorm van een printplaatje met daarop een striplijn gebruikt, die een helft van het antennesignaal 180° in fase draait.
In beide gevallen is het gevolg dat de symmetrische antennespanning U wordt omgezet in een asymmetrische spanning op de kabel van {\textstyle {\tfrac {U}{2}}}, terwijl de antennestroom I wordt omgezet in een stroom {\textstyle 2\cdot {I}}. Op deze wijze is de weerstand, de verhouding tussen U en I, tot een kwart gedaald en wordt een symmetrische dipool van 300 ohm aangepast aan een coaxkabel van 75 ohm.

## Verkortingsfactor
Vooral bij antennes die opgebouwd worden uit geleiders (bijvoorbeeld aluminiumbuis) waarvan de diameter niet klein is ten opzichte van de lengte moet een verkortingsfactor, die bijvoorbeeld 0,9 kan zijn, worden toegepast om een goede aanpassing van de antenne aan de antennekabel te verkrijgen. Dit speelt vooral bij zendantennes voor grotere vermogens. Daar is ook een goede aanpassing van belang, zodat de staande golf verhouding in de voedende antennekabel klein is en het uitgestraalde vermogen maximaal, en de zender optimaal belast wordt en niet defect zal raken. Ook bij ontvangstantennes is het ontvangersignaal maximaal als de aanpassing juist is. Dat is het geval als de antenne-impedantie gelijk is aan de karakteristieke impedantie van de aangesloten antennekabel.

## Bandbreedte
De bandbreedte van een dipoolantenne is door de relatief grote mate van demping van het antennesysteem (vermogen wordt uitgezonden, dus omgezet in elektromagnetisch veld, dan wel in de ontvangerimpedantie gedissipeerd) relatief groot. Dat moge blijken uit het feit dat voor zowel zend- als ontvangstantenne in de UHF-omroepband kanalen 21-69 (band IV/V) vrijwel altijd een universeel antennetype gebruikt wordt, dat het gehele frequentiebereik van 470 tot 862 MHz (met een factor 1,83 in frequentieverhouding tussen laagste en hoogste frequentie, en daarmee ook een factor 1,83 in golflengte) beslaat. Het economische voordeel van het produceren van een universeel antennetype weegt zwaarder dan het zeer kleine technische voordeel dat behaald zou kunnen worden door de antennelengte precies aan het uit te zenden of te ontvangen frequentiegebied aan te passen.

## Toepassingen
- Voor de korte golf wordt vaak een open dipoolantenne gebruikt. Deze is opgebouwd uit twee stukken draad en wordt gevoed met een lintkabel of met een coaxkabel. Bij gebruik van coaxkabel moet de kabel dan wel via een balun op de dipoolantenne worden aangesloten.
- Voor VHF, UHF en SHF wordt de dipoolantenne vaak gecombineerd met meerdere geleiders (reflectoren en directoren), waardoor een Yagi-antenne ontstaat.
- In de antenne-arrays van de zendantennes voor FM radio, GSM, UMTS, en DVB-T wordt een groot aantal dipoolantennes toegepast.